# Pelle Svanslös i Amerikatt
Pelle Svanslös i Amerikatt é um curta de animação sueco dirigido por Jan Gissberg. O filme foi lançado nos cinemas da Suécia em 14 dezembro de 1985.

## Duladores
- Erik Lindgren – Pelle Svanslös
- Ewa Fröling – Maja Gräddnos
- Ernst-Hugo Järegård – elaka Måns
- Carl Billquist – Bill
- Björn Gustafson – Bull
- Stellan Skarsgård – Pelle Swanson
- Mille Schmidt – Filadelfia-Fille
- Agneta Prytz – Gammel-Maja
- Lena-Pia Bernhardsson – Gullan från Arkadien
- Charlie Elvegård – Laban från Observatorielunden
- Åke Lagergren – Murre från Skogstibble
- Nils Eklund – Rickard från Rickomberga
- Jan Sjödin – Fritz
- Gunilla Norling – Frida
- Eddie Axberg – en råtta
- Jan Nygren – Lodjuret
- Hans Lindgren – Förskolan Som Katten,Byggande Som Katten